# William Bovill

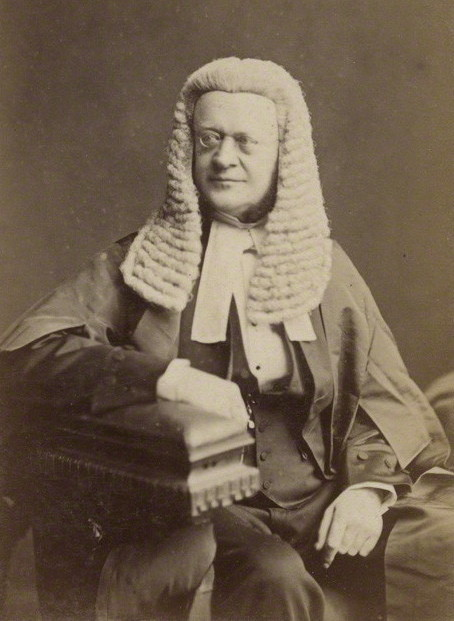
William Bovill 1872

Sir William Bovill, PC, FRS (* 26. Mai 1814 in Allhalows, Barking; † 1. November 1873 in Kingston upon Thames) war ein englischer Jurist, Politiker und Richter. Von 1866 bis zu seinem Tod 1873 war er Chief Justice of the Common Pleas.

## Karriere
Nach dem Verlassen der Schule wechselte Bovill nicht auf die Universität, sondern ging in die Ausbildung zu einer Rechtsanwaltskanzlei. Er trat dem Middle Temple bei und praktizierte kurzzeitig als special pleader below the bar. Er wurde 1841 als Barrister zugelassen. Seine spezielle Ausbildung in der Kanzlei eines Advokaten, die daraus resultierende Verbindung sowie umfassende Kenntnisse auf dem Gebiet des Ingenieurwesens, die er sich im Rahmen seines Interesses für einen Produktionsbetrieb im Londoner East End erworben hatte, brachten ihm rasch eine umfassende Praxis als Patent- und Wirtschaftsanwalt ein.
Bovill wurde 1855 ein Queen’s Counsel (QC) und wurde am 28. März 1857 zum Member of Parliament (MP) für den Wahlkreis Guildford.
Als Abgeordneter im House of Commons war er sehr begierig, Rechtsreformen umzusetzen, und der Partnership Law Amendment Act 1865, dessen Verabschiedung er unterstützte, wird in der Regel als Bovill’s Act bezeichnet. 1866 wurde er zum Solicitor General ernannt. Von diesem Amt trat er im November desselben Jahres zurück, um im Amt des Chief Justice of the Common Pleas die Nachfolge von Sir William Erle anzutreten.

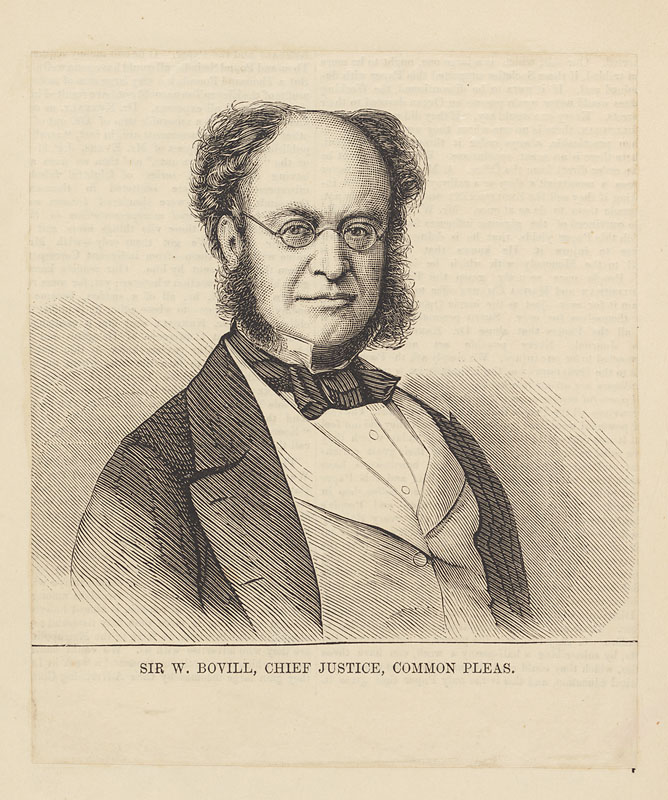

## Familie
Bovill heiratete 1844 Maria Bolton, die älteste Tochter von John Henry Bolton von Lee Park, Blackheath. Das Ehepaar lebte zuerst in London und zog dann nach Worplesdon, wo sie Worplesdon Lodge (später umbenannt in Worplesdon Place) bezogen. Einer seiner Söhne, Elliot Bovill, wurde Chief Justice von Zypern und dem Straits Settlement.
Er starb am 1. November 1873 in Kingston upon Thames. Seine Frau Maria, Lady Bovill, starb am 21. Oktober 1901 in London.

## Ehrungen
Bovill wurde 1866 zum Knight Bachelor ernannt und im Mai 1867 wurde er zum Fellow of the Royal Society gewählt.